# Die aus der 12b
Die aus der 12b ist ein deutscher Jugendfilm der DEFA von Rudi Kurz aus dem Jahr 1962.

## Handlung
Es ist der letzte Tag vor den Winterferien, in denen die Klasse 12b mit ihrer Deutschlehrerin Karin Platzke, Direktor Laube und FDJ-Sekretär Eberhard Runge ins Winterferienlager fahren wird. Die junge Karin Platzke kann sich gegenüber den Schülern nicht durchsetzen und scheint dem Lehrstoff nicht gewachsen. Sie ist Ende 20 und weiß, dass manche Schüler mehr gelesen haben, als sie selbst, die als Halbwaise bei einer stets arbeitenden Mutter aufwuchs. Als sie nun eine Leistungskontrolle über Goethes Faust I ankündigt, streikt die Klasse. Nur die pflichtbewusste Margot und der leistungsschwache Außenseiter Dieter schreiben die Arbeit. Der Rest der Klasse weigert sich und Karin meldet den Vorfall bei Direktor Laube. Der verpflichtet die Schüler der 12b zum Nachsitzen, während Dieter und Margot vorzeitig nach Hause gehen dürfen. Die Schüler geben Karin Platzke die Schuld an ihrem Streik und auch Direktor Laube kritisiert die junge Pädagogin intern. Kein anderer Lehrer des Kollektivs hätte am letzten Schultag eine Arbeit geschrieben, es fehlt ihr an pädagogischem Geschick und Einfühlungsvermögen.
Karin Platzke will nun nicht mit ins Ferienlager fahren, da sie glaubt, dass die Schüler der 12b sie nicht mögen. Erst ein Besuch Dieters stimmt sie um, denn er glaubt wie sie, von den Mitschülern nicht gemocht zu werden, will jedoch unbedingt mitfahren. Die dafür nötigen 40 Mark hat er nur mit Mühe zusammenbekommen: 20 Mark hat er selbst gespart und sich den Rest von Mitschüler Lothar geborgt. Er hoffte, das Geld durch den Verkauf seiner Briefmarkensammlung zusammenzubekommen. Mechaniker Ede, dem er einen Teil der Sammlung verkauft hat, bleibt ihm die Bezahlung schuldig und gibt ihm schließlich als Ersatz zwei Bücher, die als „Westliteratur“ zu hohen Preisen weiterverkauft werden könnten.
Direktor Laube erscheint bei Dieters Eltern und teilt ihnen mit, dass Dieter versetzungsgefährdet ist. Er hat vor allem in Deutsch und Mathematik große Probleme. Dieters Vater reagiert unbeherrscht und zerreißt Dieters Bücher über die Biologie der Nager – Dieter träumt davon, einmal Tierarzt zu werden. Plötzlich erscheint Dieters heimliche Angebetete Annegret bei den Krauses und verkündet Dieter, dass die Klasse die Patenschaft für ihn übernommen habe. Verschiedene Schüler werden ihm zukünftig helfen, den Schulstoff zu lernen. Die einzige Bedingung sei, dass Dieter das „Schachern“ und Handeln sein lasse. Obwohl Dieter von seinem strengen Vater kein Taschengeld erhält, stimmt er der Bedingung zu. Von seiner Mutter erhält er zehn Mark geschenkt, doch fehlen ihm immer noch weitere zehn, um seine Schulden bei Lothar zu begleichen, der noch am selben Tag sein Geld zurückhaben will. Lothar erpresst Dieter schließlich und fordert ihn auf, die beiden Westbücher zu holen. Ohne dass Dieter dem zugestimmt hat, akzeptiert er die beiden Bücher für die fehlenden zehn Mark. Dieter hat nun ohne es zu wollen gegen die gesetzte Bedingung der Klasse verstoßen.
Im Ferienlager genießen die Jugendlichen den Schnee und Karin Platzke bringt Dieter das Skifahren bei. Wenig später putzen die Mädchen die Räume und finden in Lothars Bett die beiden Westbücher. FDJ-Sekretär Eberhard Runge ist entsetzt und Lothar verteidigt sich, dass er die Bücher von Dieter erhalten habe. Dieter gibt niedergeschlagen zu, dass die Bücher ursprünglich ihm gehörten und wird zur Strafe auf sein Zimmer geschickt. Da er kurz zuvor Annegret und Reinhard beim Küssen erwischt hat, reißt er niedergeschlagen aus. Draußen herrscht gerade Schneesturm und Heimleiter Wuckelt entdeckt einen Jugendlichen eher zufällig in einer gefährlichen Felsgegend. Er eilt zurück zum Ferienheim und es stellt sich heraus, dass es sich bei dem Jugendlichen um Dieter handeln muss, der über eine Hintertür geflohen ist. Karin Platzke begibt sich mit zwei Schülern auf die Suche nach Dieter und auch Wuckelt sucht parallel nach ihm. Die restlichen Mitschüler nehmen sich unterdessen Lothar vor, der nun zugibt, dass er die Bücher mit erpresserischen Methoden erhalten hat und Dieter sie keineswegs freiwillig hergab.
Karin Platzke findet den verschütteten Dieter, der von einem Felsen gestürzt ist. Der leblose junge Mann wird zurück ins Ferienheim gebracht und reanimiert. Die Mitschüler sind erleichtert, dass Dieter lebt, und zollen Karin Platzke Respekt für ihren Einsatz. Lothar droht der Schulverweis, doch setzt sich Dieter für ihn ein, sodass er an der Schule bleiben darf. Am nächsten Tag hat sich das Wetter gebessert. Karin Platzke und die Schüler der Klasse 12b fahren gemeinsam Ski und Direktor Laube und FDJ-Sekretär Runge erkennen, dass sich das Verhältnis zwischen Lehrerin und Schülern nun deutlich gebessert hat.

## Produktion
Die aus der 12b beruht auf dem Theaterstück Leistungskontrolle von Hedda Zinner. Der Film wurde 1961 unter dem Arbeitstitel Leistungskontrolle gedreht. Die Kostüme stammen von Dorit Gründel, das Szenenbild schuf Erich Zander.
Die aus der 12b erlebte am 22. Februar 1962 im Berliner Kino Babylon seine Premiere. Am folgenden Tag lief der Film in den Kinos der DDR an. Am 3. Februar 1963 war er erstmals auf DFF 1 im Fernsehen der DDR zu sehen. Es war der einzige Kinofilm, den Fernsehregisseur Rudi Kurz drehte.

## Kritik
Der film-dienst nannte Die aus der 12b einen „Lehrfilm mit einem Loblied auf das Kollektiv, das gemeinsam mit den Pädagogen die neue sozialistische Schule schaffen wird.“